# چرمین‌ماهی
چرمین‌ماهی (نام علمی: Lichia amia) نام یک گونه از تیره گیش‌ماهیان است.